# Гроссман Мирон Йосипович
Миро́н Йо́сипович Гро́ссман (нар. 10 березня 1866, Одеса, Херсонська губернія, Російська імперія — пом. 29 липня 1937, Париж, Франція) — український кінооператор, новатор у області кіно єврейського походження.

## Життєпис
Мирон Йосипович Гроссман народився 10 березня 1866 року в українському місті Одеса Херсонської губернії Російської імперії.
У 1885 році він одним з перших у Російській імперії організував в Одесі фабрику сухих фотографічних пластинок. Пройшовши курс навчання у Франції, став першим в Одесі кінооператором, в 1906 році засновує перше у місті кіноательє, попутно представляючи інтереси французької кінофірми «Гомон» (фр. Gaumont).
У 1907 році Мирон Йосипович вже активно фіксував на кіноплівку хроніку міста, видові сюжети, спортивні змагання, поступово розширюючи географію зйомок. Його сюжети постійно демонструвалися в кінотеатрах «Ілюзіон» і «Експрес». За період 1907—1915 рр. зняв близько 50-ти сюжетів для кіножурналів. Завдяки проведеним кіноекспедиціям відомо, як виглядали в 1908 році Баку (його Чорний і Білий міста), Балахани, уральські заводи та підприємства Нобеля, автогонки в Одесі та багато іншого.
У 1912 році на дачі свого брата, що була на Французькому бульварі, 16, він заснував першу кіностудію, яку назвав «Мирограф». Для зйомок Мирон Йосипович там же збудував невеликий скляний павільйон, щоб по максимуму використовувати денне світло при зйомках.
Компанія випустила кілька комедій і пригодницьких стрічок, які мали успіх. У наступні роки Гроссман звернувся до єврейської тематики, знявши декілька картин, зокрема екранізував п'єсу Абрахама Шомера (фільм «Трагедія єврейської курсистки»).
У 1916 році з нагоди 50-річчя був удостоєний звання особистого почесного громадянина Одеси. Нагороджений Миколою II медаллю за експлуатацію військово-кінематографічних картин на Півдні Росії, у січні 1917 року нагороджений медаллю Святого Станіслава за зразкову роботу в південному відділенні Скобелевського комітету.
Після Жовтневого перевороту ім'я Мирона Гроссмана в Росії практично не згадувалося. Під час Громадянської війни він емігрував.
Помер 29 липня 1937 року в Парижі.

## Фільмографія
- 1908 — «Пожежа в Одесі»
- 1908 — «Одеса під водою»
- 1911 — «Балаклава»
- 1912 — «Винахідливий апаш»
- 1912 — «Одеські катакомби»
- 1912 — «Святкування сторіччя приєднання Бессарабії до Росії в Кишиневі»
- 1913 — «Життя євреїв у Палестині» — документальний[3],[4].
- 1913 — «Мешканець з патефоном»
- 1913 — «Трагедія єврейської курсистки»
- 1914 — «Війна і євреї»
- 1914 — «Граф Зікандр»
- 1914 — «Ганьба XX століття»
- 1914 — «Свята земля Палестина і Єгипет»
- 1914 — «У кравця»
- 1914 — «Розстріл слона Ямбо в Одесі в звіринці Лорбербаума» — документальний
- 1917 — «Син»
- 1918 — «Апостол»
- 1918 — «Ах ти, частка, моя доле!»
- 1918 — «Голгофа людських страждань»
- 1918 — «Дівчина моря»
- 1918 — «До старого бога»
- 1918 — «Як Уточкін злодія впіймав»
- 1918 — «Мірра Ефрос»
- 1918 — «Гроші»
- 1918 — «І таємницю поглинуло море»
- 1918 — «Око за око»
- 1918 — «Народжений від скорботи і розпусти»